# Rita (opera)

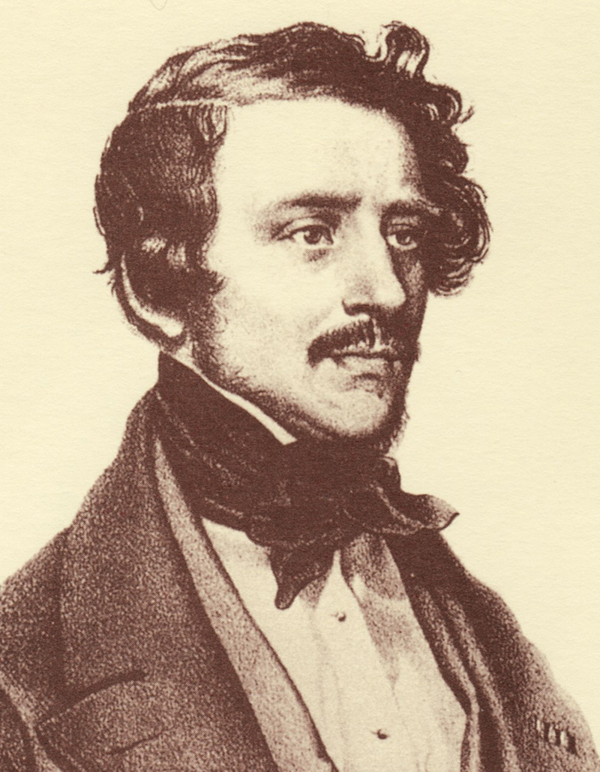
Gaetano Donizetti.

Rita, ou Le mari battu (Rita, eller Den slagne mannen) är en opéra comique i en akt med musik av Gaetano Donizetti och franskt libretto av Gustave Vaëz.

## Historia
1841 befann sig Donizetti i Paris där han väntade på att ett libretto skulle bli färdigskrivet för ett uppdrag han erhållit från La Scala i Milano. Under tiden mötte han Gustave Vaëz, som hade varit medförfattare till två av hans tidigare operor: Lucie de Lammermoor (den franska versionen av Lucia di Lammermoor) och La Favorite. Han frågade Vaëz om denne kunde skriva ett libretto till en kort opera som kunde hålla honom sysselsatt medan han väntade på att La Scala-projektet skulle bli klart. Vaëz skrev snabbt ihop texten Deux hommes et une femme (Två män och en kvinna), ett komiskt stycke i en akt som bestod av åtta musiknummer till talad dialog. Ledningen för Opéra-Comique tackade nej och Donizetti översatte då librettot till italienska för ett tänkt framförande på Teatro del Fondo i Neapel. Men då teaterns impressario dog blev det inget av med uppförandet i Neapel. Det orörda partituret återfanns bland Donizettis kvarlåtenskap då han dog 1848. Operan uruppfördes postumt den 7 maj 1860 på Opéra-Comique med titeln Rita, ou Le mari battu.

## Personer
- Rita, värdshusvärdinna (sopran)
- Peppe, hennes hunsade make (tenor)
- Gaspar, hennes före detta make (baryton)
- Bortolo, en tjänare (talroll)

## Handling
Den stackars Peppe hunsas av sin dominanta hustru Rita. En dag anländer Ritas före detta make Gaspar för att hämta deras äktenskapskontrakt så att han kan gifta om sig. Gaspar och Beppe spelar kort om Rita; den som vinner får behålla henne. Båda gör sitt bästa för att förlora men vinnaren blir Gaspar. Men Rita vill inte ha tillbaka sin forne make. Gaspar lurar Beppe att förklara sin kärlek för Rita och under tiden smiter han iväg. Kvar blir Rita och Beppe som nu försonas.